# Maira hispidella
Maira hispidella là một loài ruồi trong họ Asilidae. Maira hispidella được Wulp miêu tả năm 1872. Loài này phân bố ở miền Australasia và miền Ấn Độ - Mã Lai.